# St. Rupert (Brennberg)

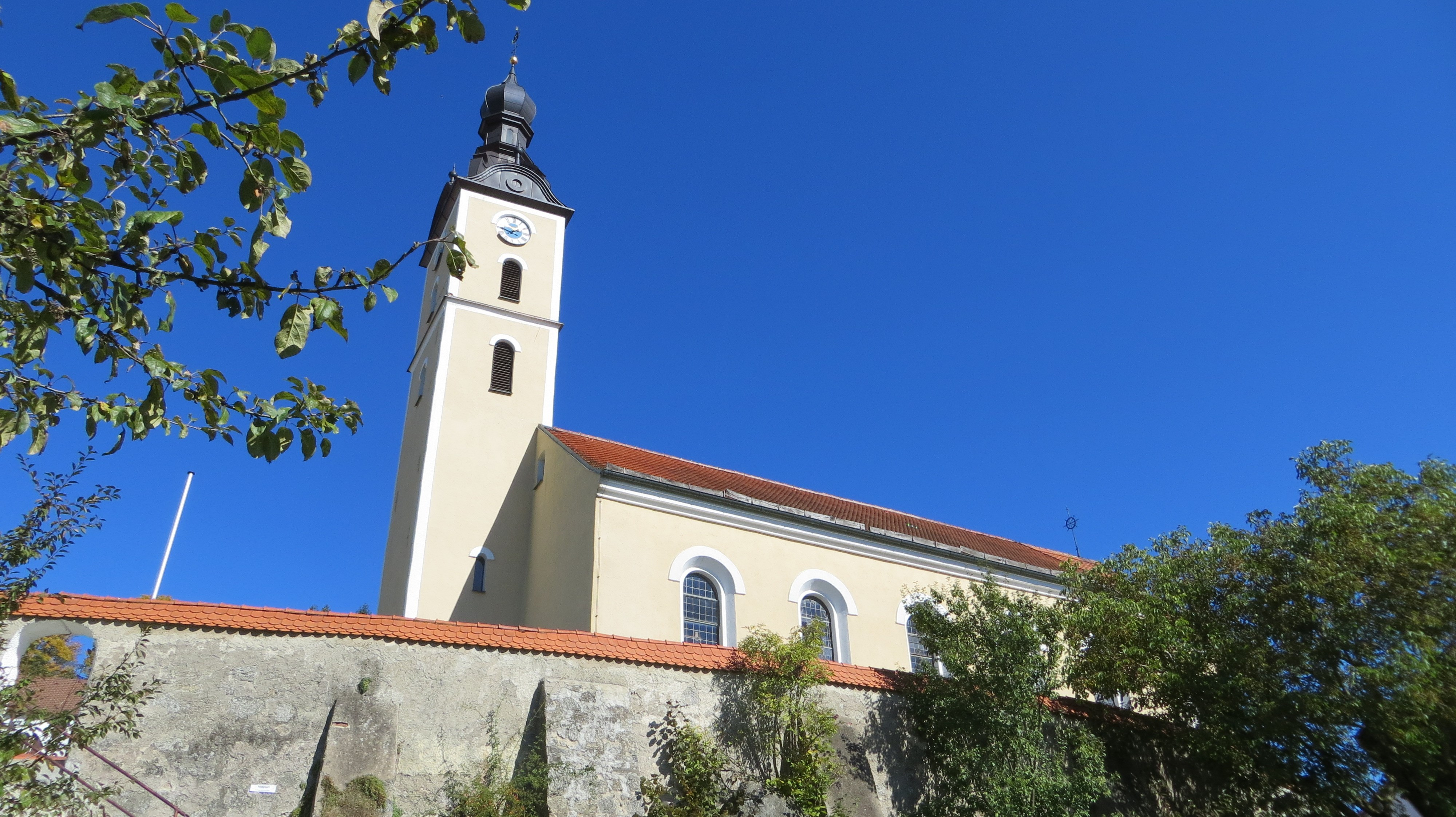
Außenansicht der Pfarrkirche St. Rupert

St. Rupert ist eine römisch-katholische Pfarrkirche in Brennberg, welche nach dem Heiligen Rupert von Salzburg benannt ist.

## Baugeschichte

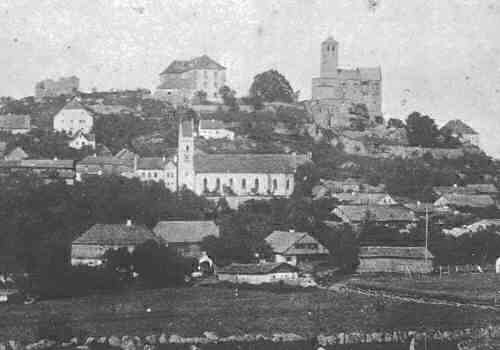
Ortsansicht im Jahre 1889 – zu erkennen ist der mittelalterliche Kirchturm mit gotischem Treppengiebel. Dieser wurde 1899 um ein Stockwerk erhöht und mit einer Kupferhaube versehen.

Die Kirche wurde 1689 im Auftrag der in Brennberg begüterten Familie der Freiherrn von Lerchenfeld an Stelle eines mindestens seit 1411 bestehenden und 1686 bei einem Brand zerstörten Vorgängerbaus errichtet. 1736 wurde an die Kirche eine Gruft für Mitglieder der Familie von Lerchenfeld angebaut. Das Bauwerk wurde 1756 grundlegend saniert und 1851 bis 1860 durch einen Umbau vergrößert, wodurch sich der Eingang zur Gruft jetzt innerhalb des Bauwerks unter der Empore befindet. Die letzte größere Baumaßnahme erfolgte 1899 durch Erhöhung des ursprünglich mit einem gotischen Treppengiebel versehenen Glockenturms und Aufsatz einer kupferpatinierten Haube.
In den Jahren 1971 sowie 1982 und 1984 erfolgte die letzten Innenrenovierung. Die jüngste Sanierung erfolgt in insgesamt vier Phasen. Im Jahr 2005 wurde die Sakristei umgebaut und neu gestaltet. 2006/2007 erfolgte die statische Sicherung des Glockenturms sowie die Erneuerung der Kupferhaube. Im Jahr 2020 wurde im Zuge einer weiteren Außensanierung der marode gewordene Dachstuhl erneuert. Die letzte Phase mit einer umfassenden Innensanierung steht noch aus. Die Pfarrkirche ist unter der Denkmalnummer D-3-75-120-8 als Baudenkmal in die Bayerische Denkmalliste eingetragen.

## Das Kirchengebäude heute

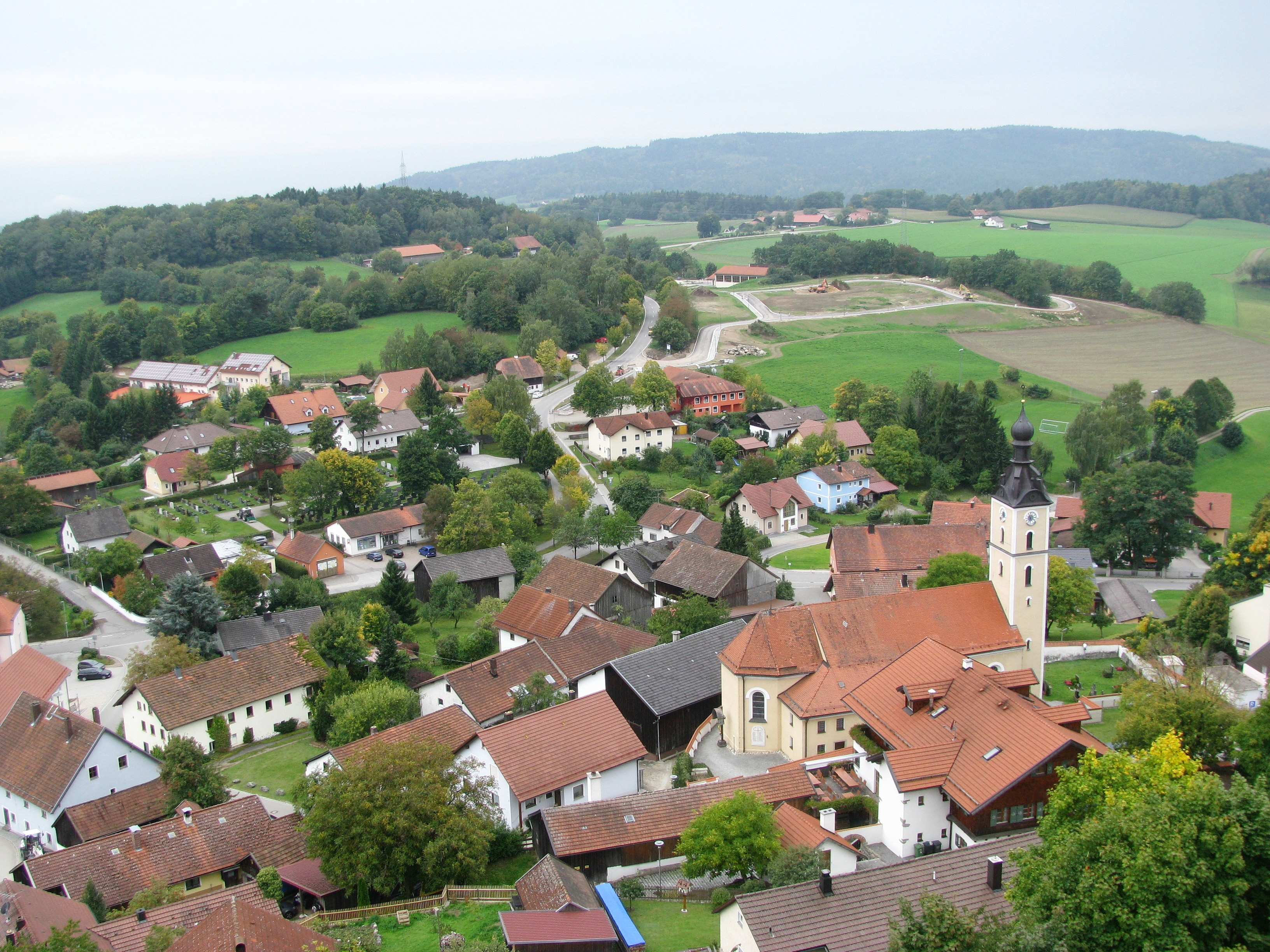
Ausblick auf Ort und Pfarrkirche von der Burgruine Brennberg

Die Kirche zeigt sich heute als einfacher, rechteckiger Saalbau mit einem eingezogenen, dreiseitig geschlossenen und gewölbten Chor mit Stichkappengewölbe. Im Westen ist der Glockenturm angegliedert. Im Norden der Kirche ist die Sakristei angebaut. Die verputzte Außenschale des Gesamtbaus trägt einen gelblichen Farbton mit weißer Bänderung. Der Bau erstreckt sich in West-Ost-Richtung. Das Gebäude hat eine Länge von 30 m sowie eine Breite von 12 m. Der Turm ist ca. 35 m hoch. An der nördlichen Außenmauer befinden sich mehrere Epitaphe für Priester und andere verdiente Persönlichkeiten der Pfarrei. Sie stammen aus den Jahren 1699 bis 1869. An der Außenmauer des Turms befindet sich ein vermutlich weitaus älteres, stark verwittertes Epitaph. Nord-östlich befindet sich an der Außenmauer des Presbyteriums ein Kriegerdenkmal der Pfarrei für die Gefallenen der Weltkriege.
Im Osten der Kirche befindet sich ein Missionskreuz aus dem Jahre 1855. Es trägt einen gusseisernen, goldfarbenen Korpus im Viergnageltypus. Es wurde in den Jahren 1958 und 1970 erneuert.
Der Innenraum der Kirche ist mäßig hoch und flach gedeckt. Er wird von hohen rundbogigen Fenstern gleichmäßig ausgeleuchtet. Von den insgesamt elf bleiverglasten Fenstern sind acht mit ornamentierten Umrahmungen versehen und wiederum sechs von diesen zeigen bunte figürliche Darstellungen von Heiligen. 36 Betstühle im Langhaus und acht Betstühle auf der Empore bieten Platz für rund 250 Gottesdienstbesucher.
Im Westteil unter Kirche befindet sich die herrschaftliche Gruft der Lerchenfelder. Rings um die Kirche befindet sich der alte Friedhof, der in den 1960er Jahren von einem kommunalen Friedhof an der Johannisstraße abgelöst wurde. Umsäumt wird der Kirchhof von einer Bruchsteinmauer aus dem 17. Jahrhundert. Einige Grabstellen auf dem alten Friedhof sind erhalten und werden bis heute gepflegt. Viele sind aber auch bereits aufgelassen. An der südlichen Außenmauer befindet sich ein Priestergrab. Dort ruhen Pfarrer Georg Folger (Brennberger Pfarrer von 1936–1961) sowie die Benefiziaten Anton Rüth (Benefiziat von 1903–1932) und Heinrich Senft (Benefiziat von 1912–1913 und 1956–1967).

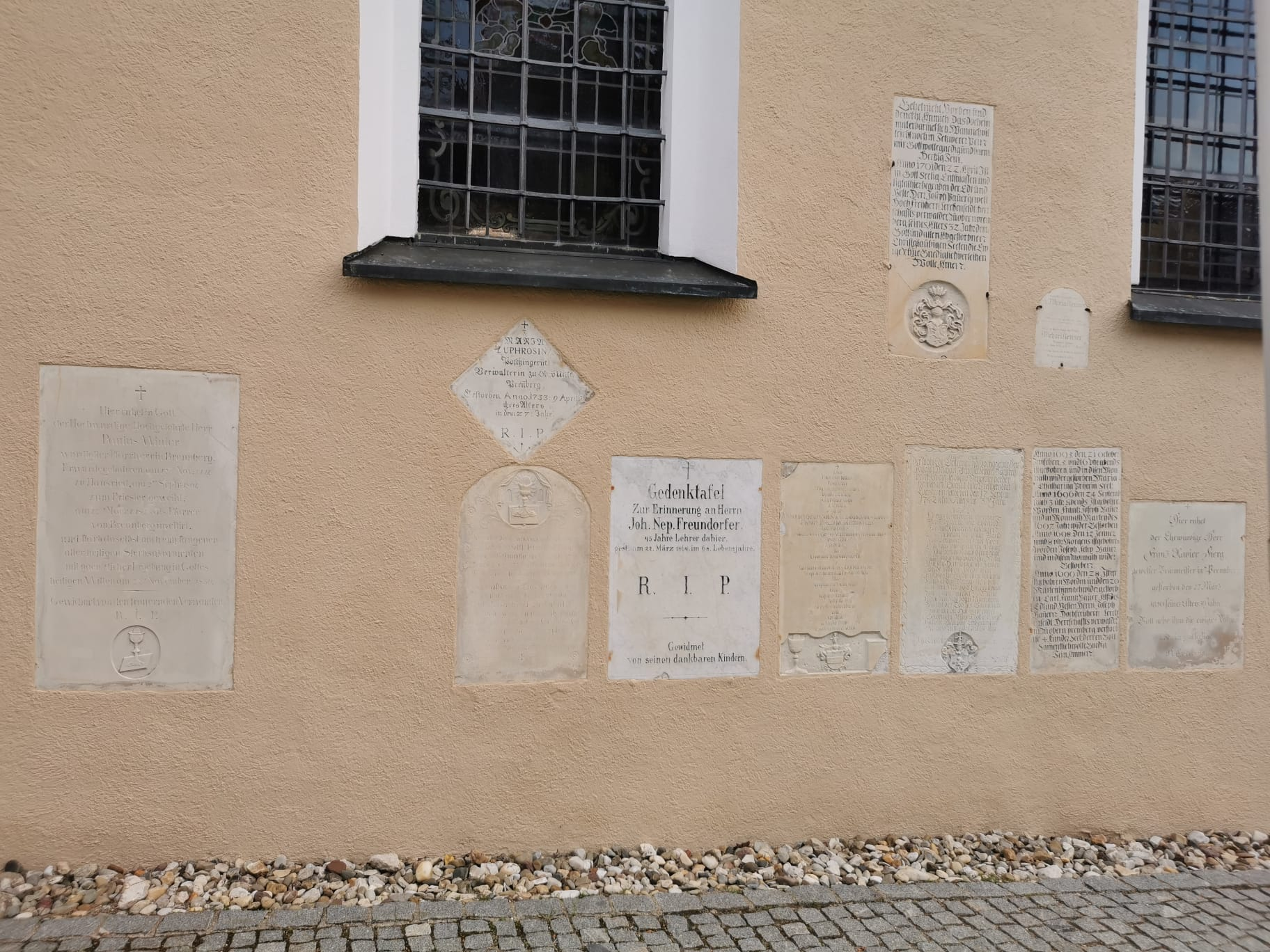
Epitaphe an der Nordwand der Kirche
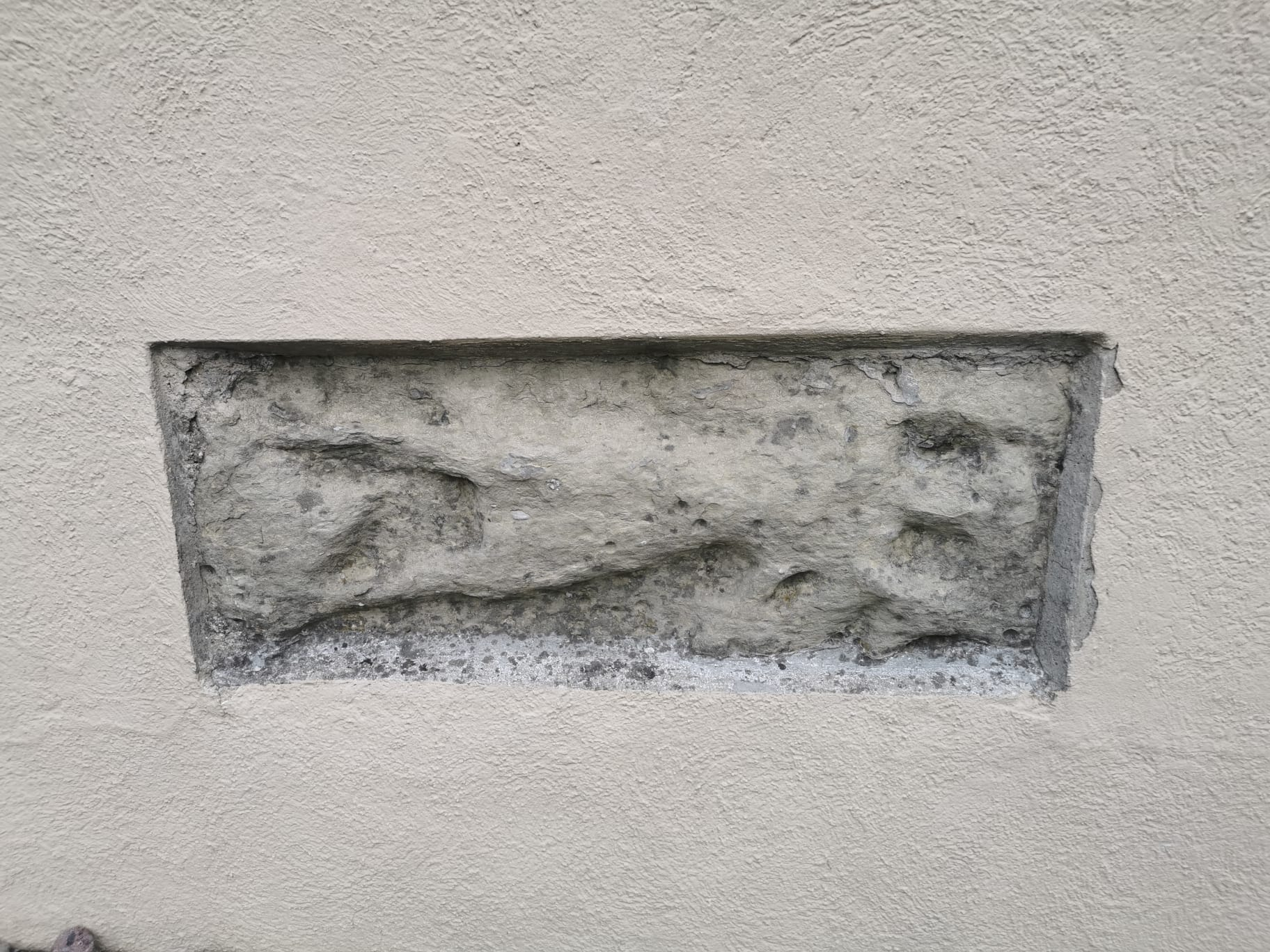
Verwittertes Epitaph an der Außenwand des Turmes
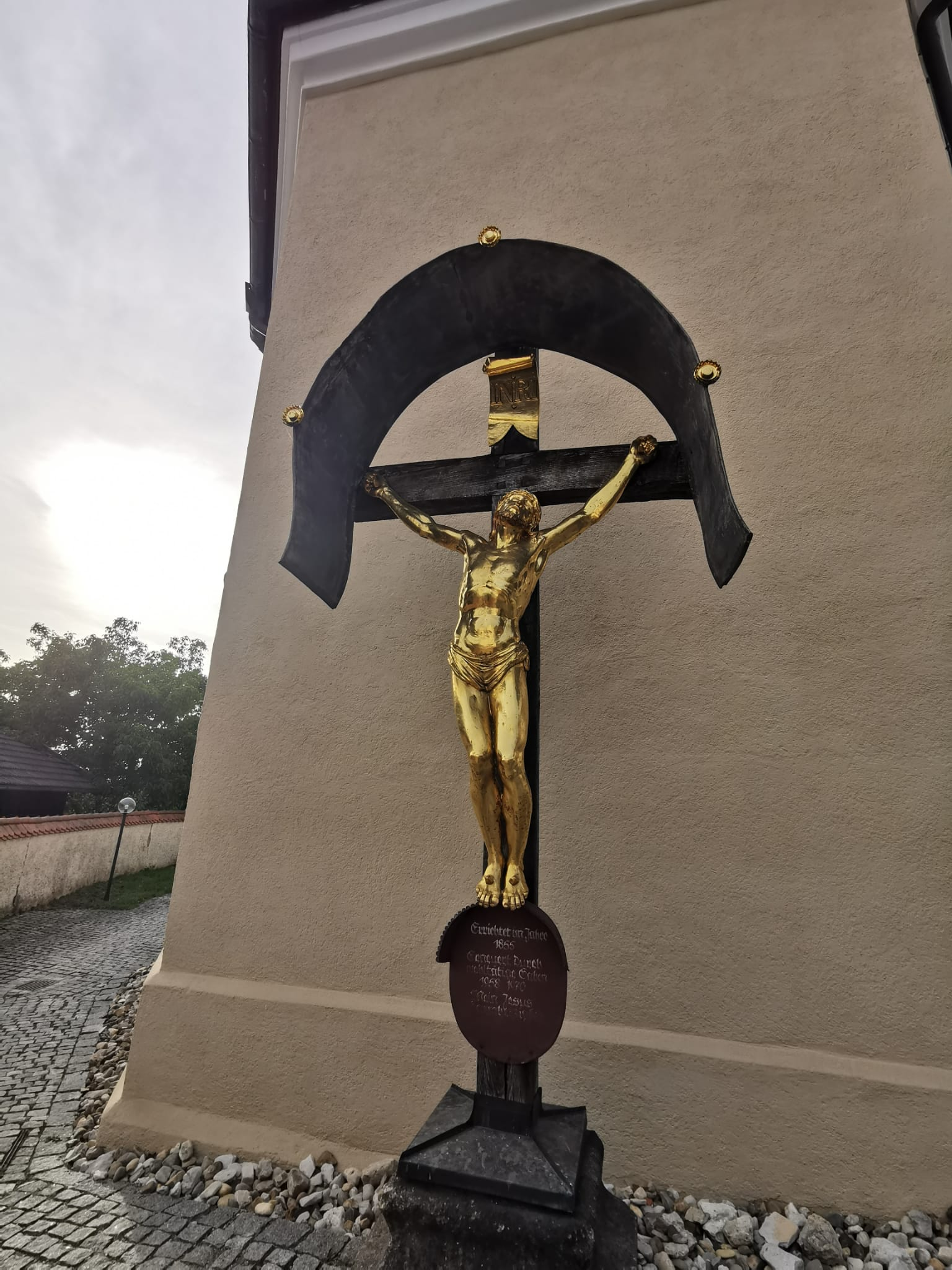
Missionskreuz aus dem Jahr 1855 im Osten der Pfarrkirche
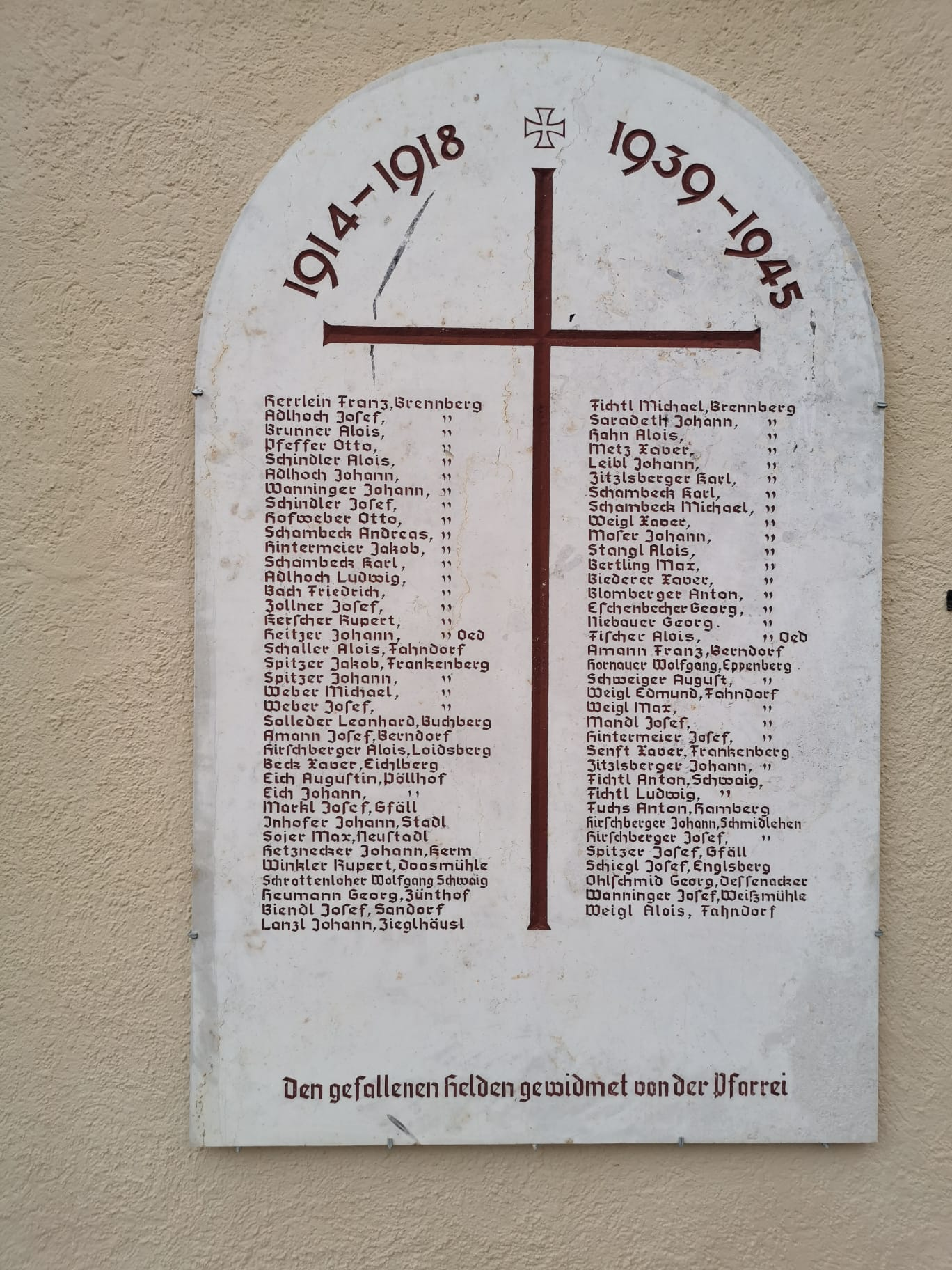
Kriegerdenkmal der Pfarrei
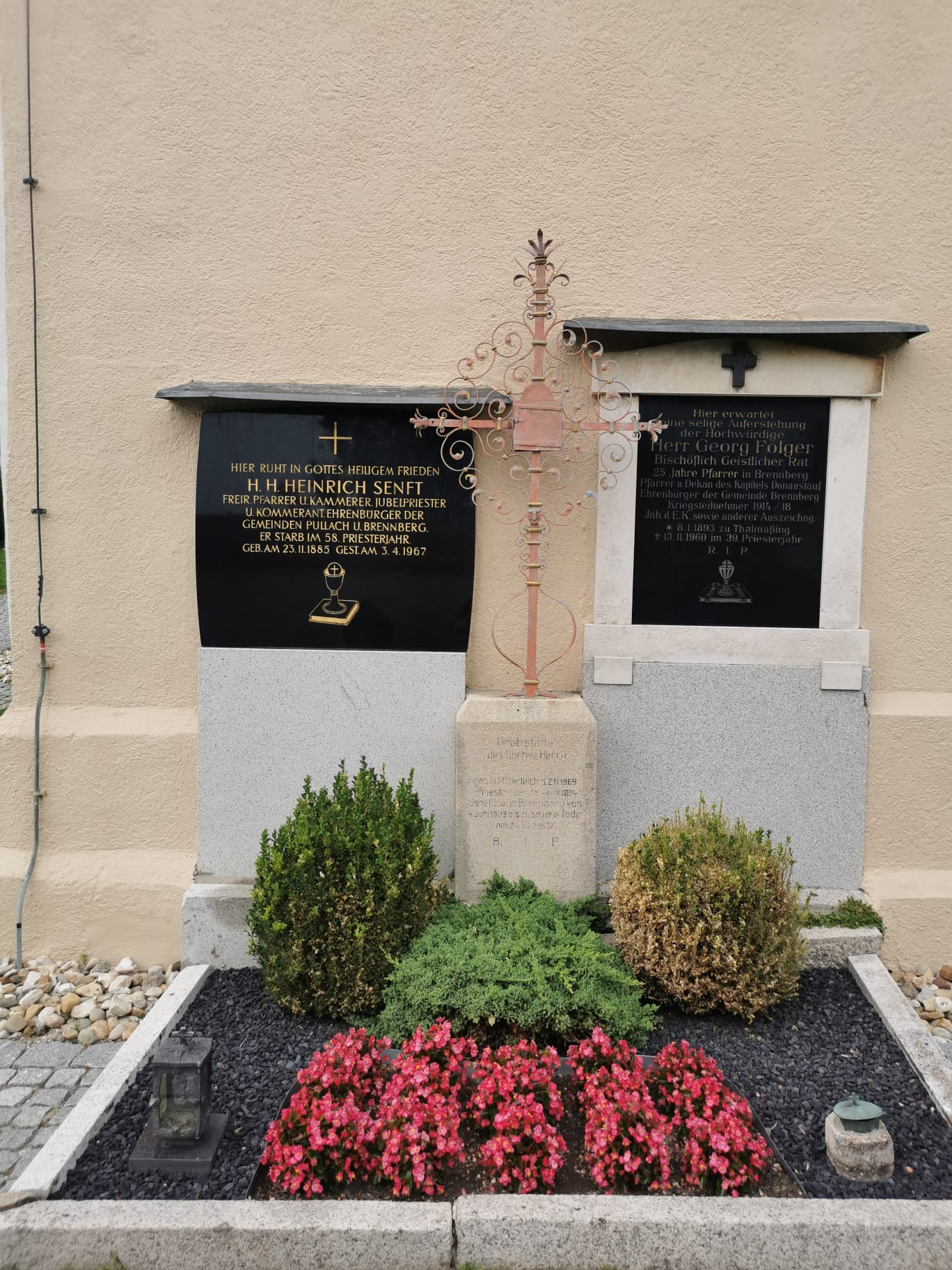
Priestergrab an der südlichen Außenmauer der Pfarrkirche

## Ausstattung

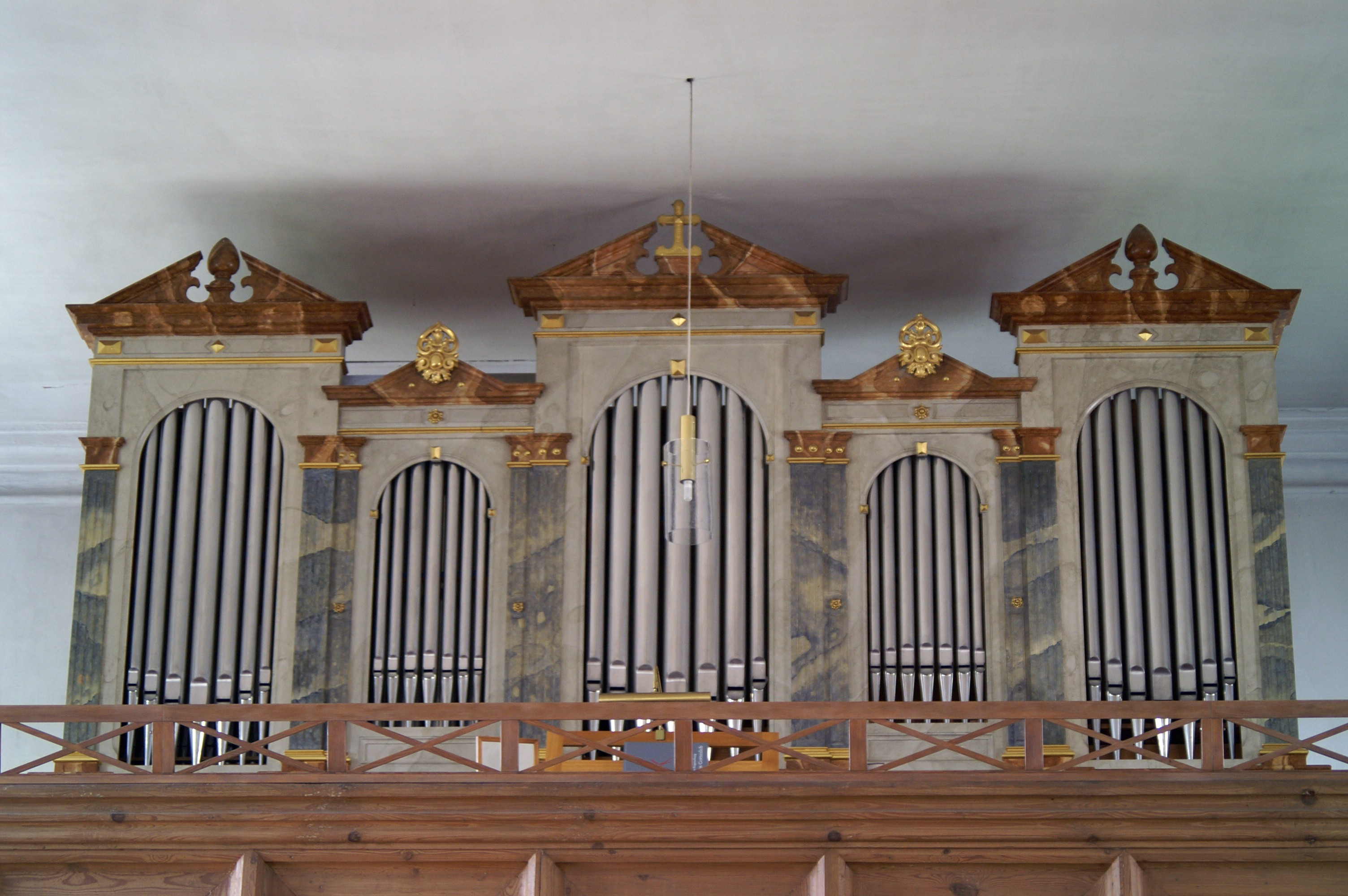
Prospekt der Orgel von Willibald Siemann

Der Hauptaltar der Kirche und die beiden Seitenaltäre sind unter Verwendung aus dem 17. Jahrhundert stammender Altarblätter (aus der Vorgängerkirche) im klassizistischen Stil gefertigt. Die Heiligenfiguren wurden 1825 durch den Bildhauer Christoph Ittelsberger (1763 bis 1842) aus Regensburg geschnitzt. In der Kirche befand sich eine einmanualige Orgel aus dem Jahr 1895, erbaut von Willibald Siemann mit neun Registern, welche 1992 durch August Hartmann erneuert worden ist. Die heutige Orgel hat drei Manuale und 17 Register.

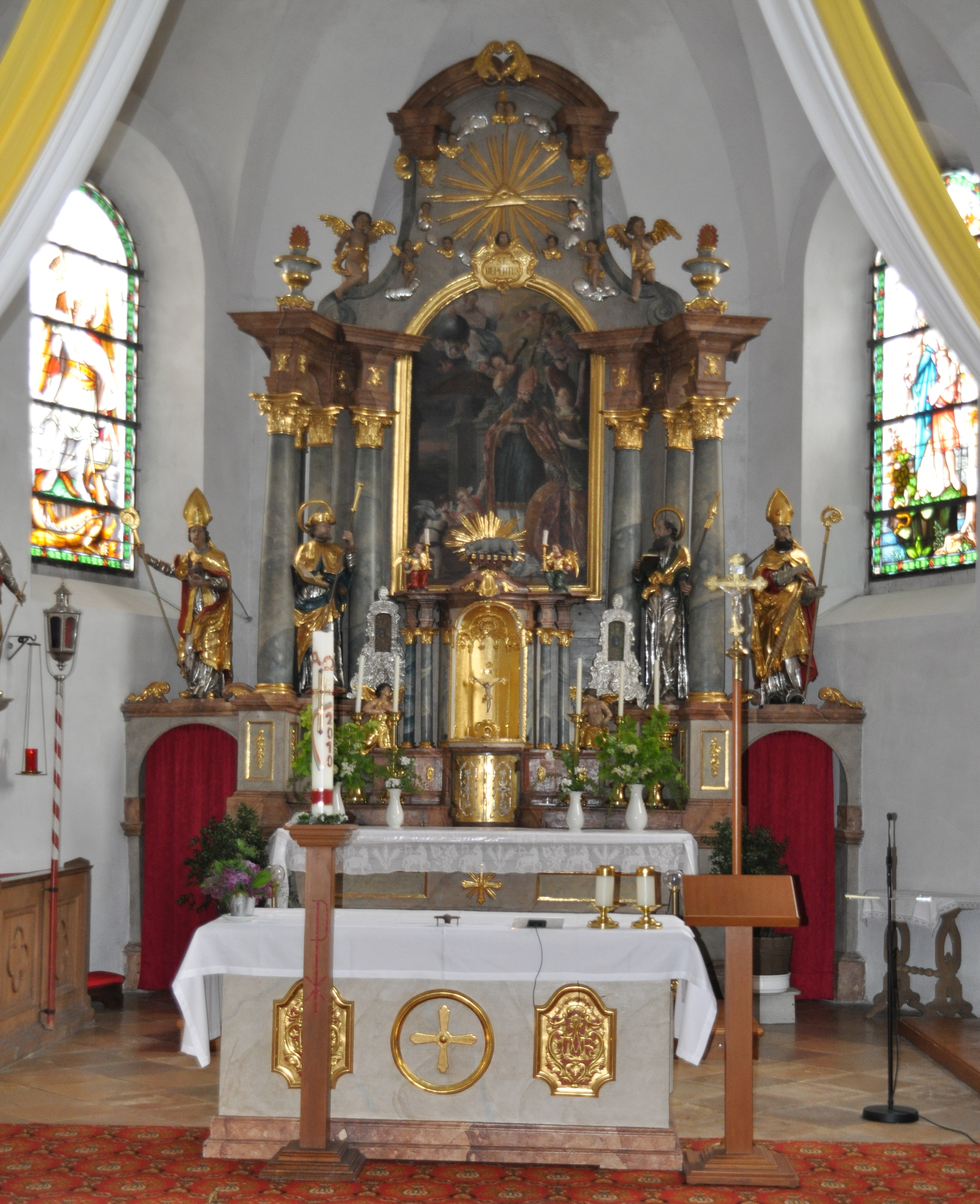
Volks- und Hochaltar

Das Hochaltarbild zeigt den Kirchenpatron St. Rupert dargestellt in vollem Ornat mit Bischofsstab und Mitra sowie dem symbolischen Salzfass. Das Bild wird flankiert von je einem marmorierten Kompositsäulenpaar mit zwei ungleichen Pilastern, die mit Achitravstücken überhöht sind und je ein amphorenähnliches Prunkgefäß tragen. Die Gesimsstücke der Säulen und Pilaster sind zueinander schräg angeordnet. Über dem Altarbild befindet sich eine symbolhafte Darstellung der Heiligen Dreifaltigkeit vor einer Strahlenglorie und umgeben von Puttenköpfchen. Auf der Mensa befindet sich ein Drehtabernakel mit drei Kammern, über dem Tabernakel befindet sich eine Darstellung des Lamm Gottes auf einem Buch mit fälschlicherweise fünf Siegel ruhend. In der Weihnachtszeit weicht das Lamm einem goldenen Stern mit einer Darstellung des Christuskindes. Lamm und Tabernakel werden jeweils auf beiden Seiten von kleinen Engelsfiguren flankiert. Zwischen Tabernakel und Säulenpaar befinden sich pyramidenförmige, silberne Ostensorien. Links des Altarbildes befindet sich eine Statue des Hl. Apostels Jakobus des Älteren. Rechts eine Statue des Apostels Thomas. Über den Torbögen des Altares befinden sich Stauen des Hl. Wolfgang und des Hl. Erasmus.
Die beiden Seitenaltäre befinden sich vor dem Chorbogen und ähneln im Aufbau dem Hochaltar. Sie sind aber niedriger und weniger aufwändig gestaltet.
Der Marienaltar zeigt eine farbig gefasste Muttergottesskulptur, auf der Mondsichel stehend, mit Zepter und Jesusknaben im Arm. Dieser hebt die recht Hand zum Segen und hält in der linken Hand eine Weltkugel. Flankiert wird die Skulptur der Muttergottes von Statuen ihrer Eltern Joachim und Anna.
Das Altarbild des Sebastianaltars ist um das Jahr 1700 zu datieren. Es zeigt das Martyrium des Heiligen. Neben dem Altarbild befinden sich Statuen des Hl. Isidor sowie der Hl. Notburga. Auf der Mensa des Altars befindet sich ein kleiner Reliquienschrein.
Des Weiteren finden sich diverse Einzelfiguren im Kirchengebäude. Im Presbyterium befinden sich Statuen der Hl. Barbara sowie der Hl. Katharina. Im Chorbogen sind eine Statue des Hl. Josef sowie eine Herz-Jesu-Statue angebracht. Im Emporenbereich befinden sich zudem eine Statue des Hl. Aloisius sowie des Hl. Franz Xaver. An der Südwand des Langhauses befindet sich ein Barockkruzifix mit überlebensgroßem Corpus. Darunter befindet sich eine Darstellung der schmerzhaften Muttergottes.
Die Kanzel befindet sich an der Nordwand des Kirchenschiffs und wurde Mitte des 19. Jahrhunderts angebaut. Sie hat einen polygonen Grundriss. Den Baldachin ziert ein Kreuz, auf dem die Gesetzestafeln der Zehn Gebote aufgesetzt sind. Am unteren Ende befindet sich ein Flammenschwert, das sich mit Palmzweigen kreuzt. Rechts neben der Kanzel befindet sich ein großformatiges Rundbogenbild, welches den Kirchenpatron, den Hl. Rupert, zeigt.
Neben dem rechten Seitenaltar befindet sich ein schlichter halbkugelförmiger Taufstein. Er trägt die eingemeißelte Jahreszahl 1690.

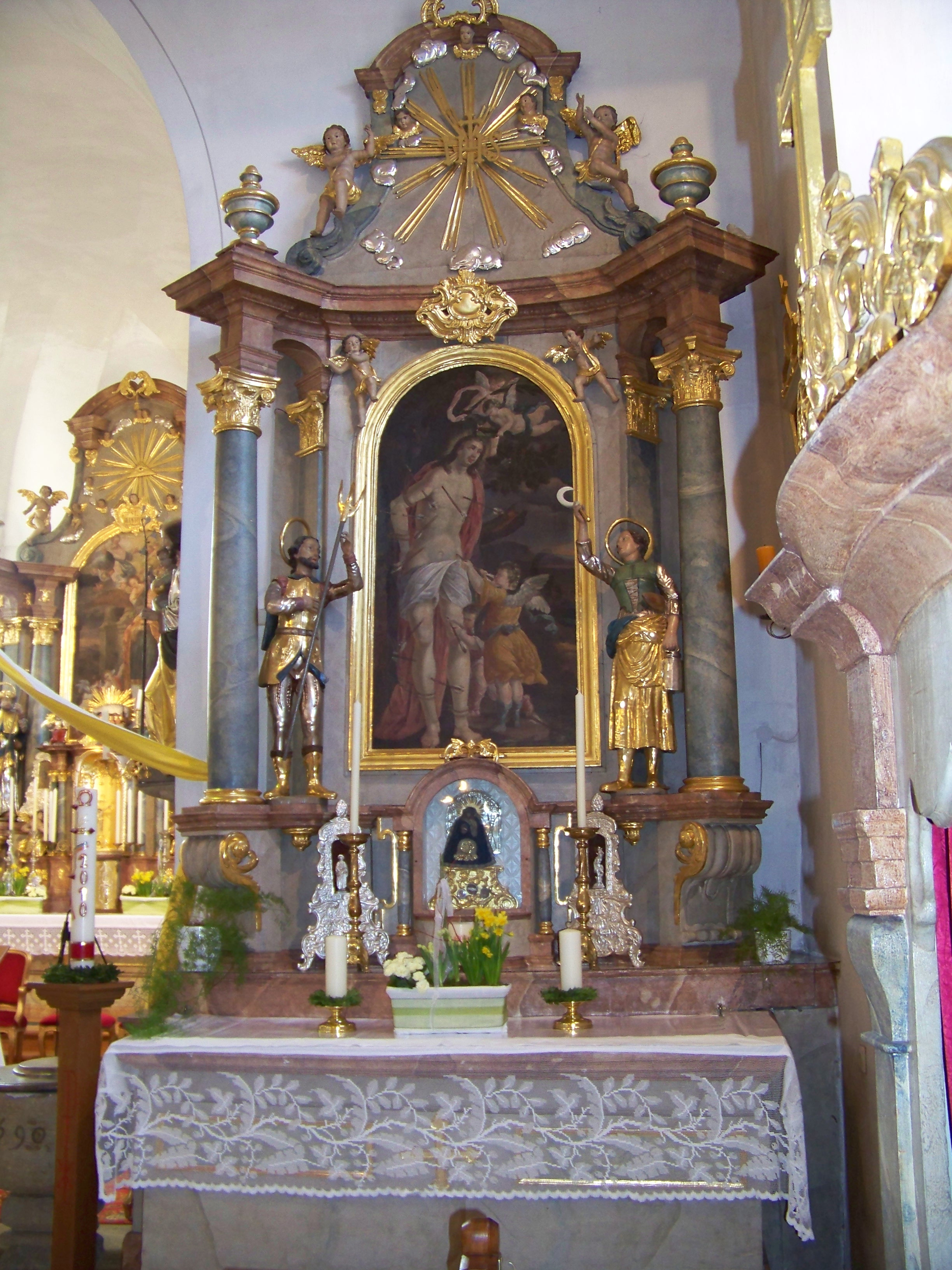
Sebastianaltar
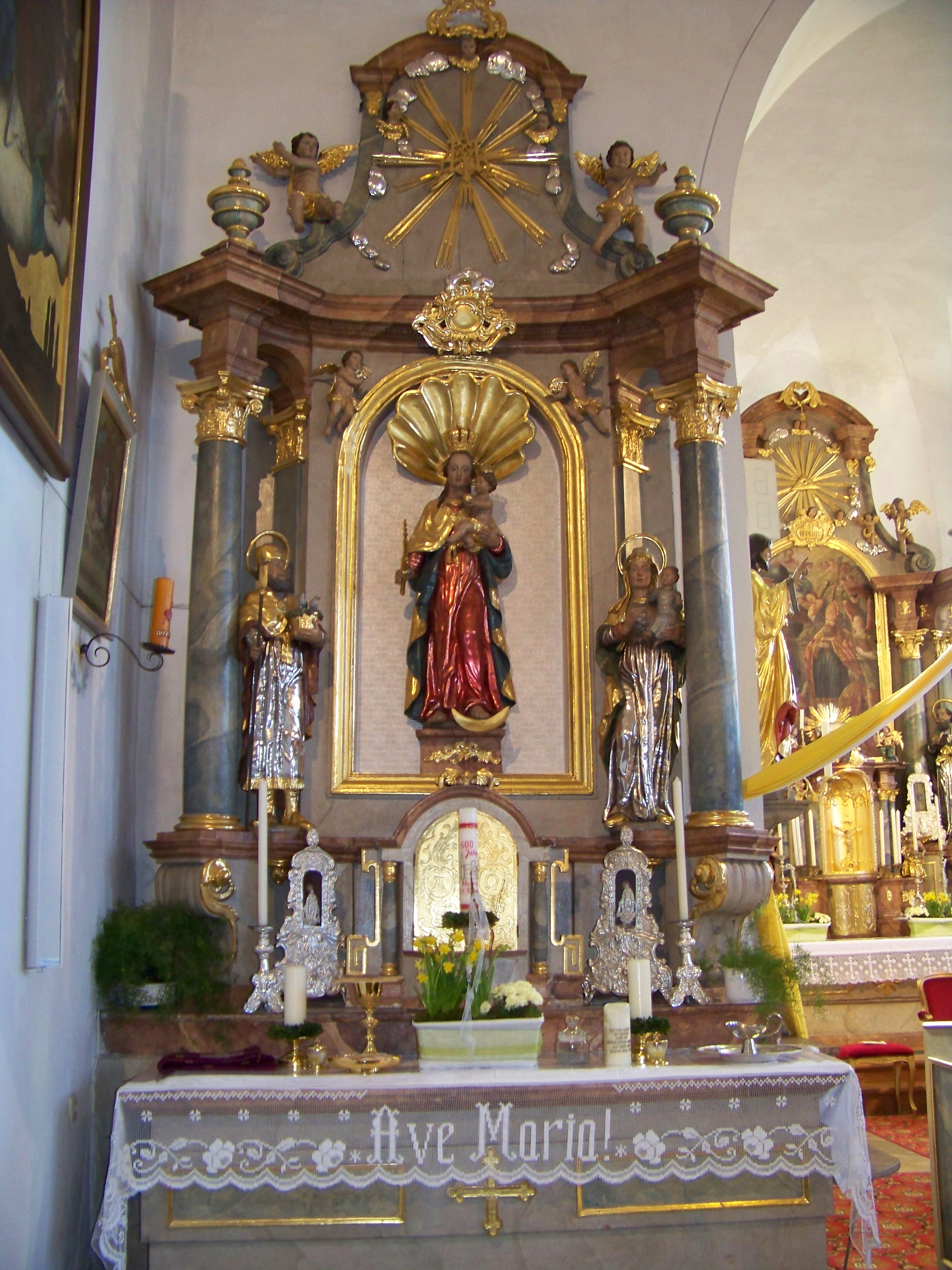
Marienaltar
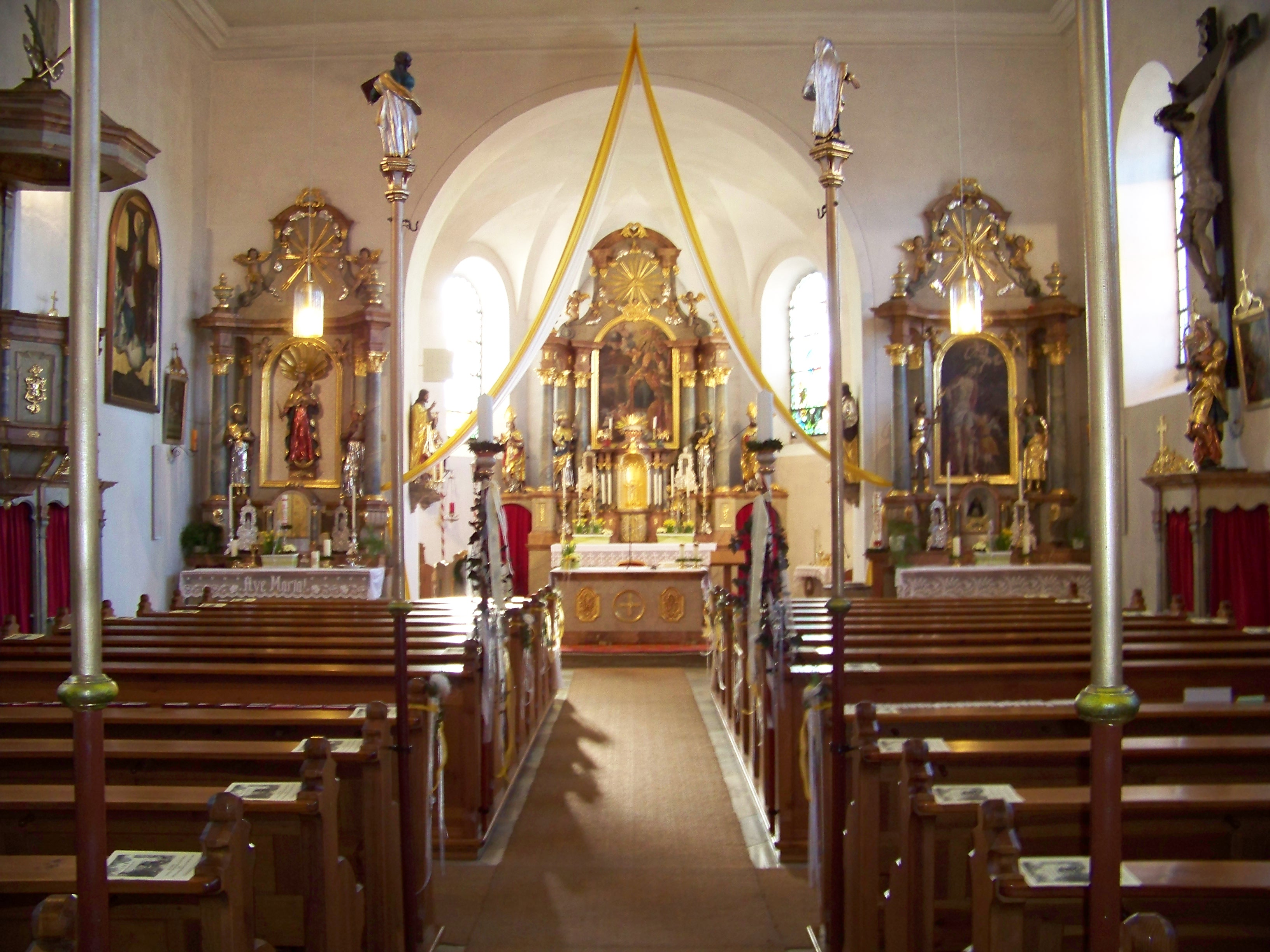
Innenansicht der Pfarrkirche
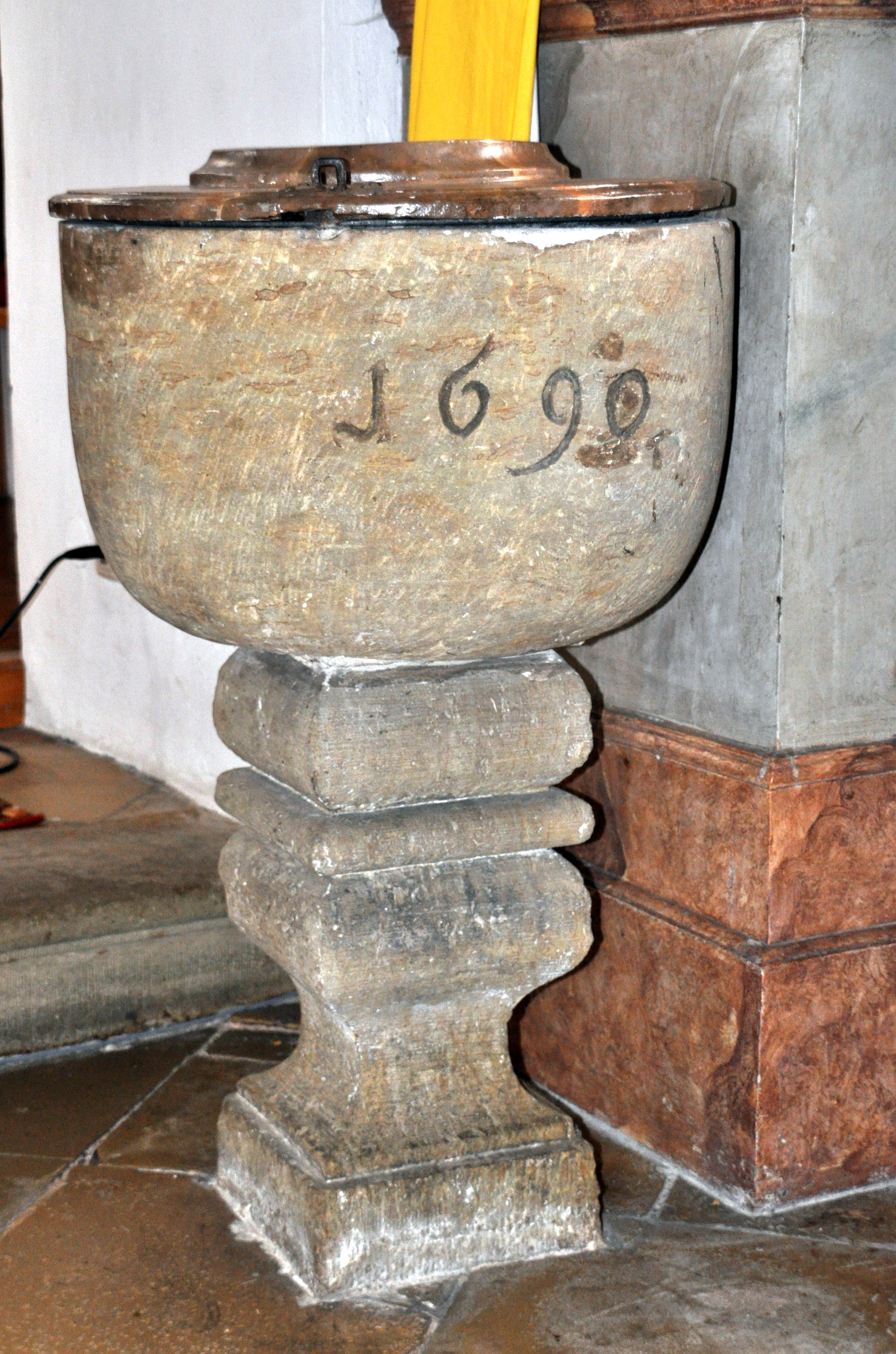
Taufstein aus dem Jahr 1690
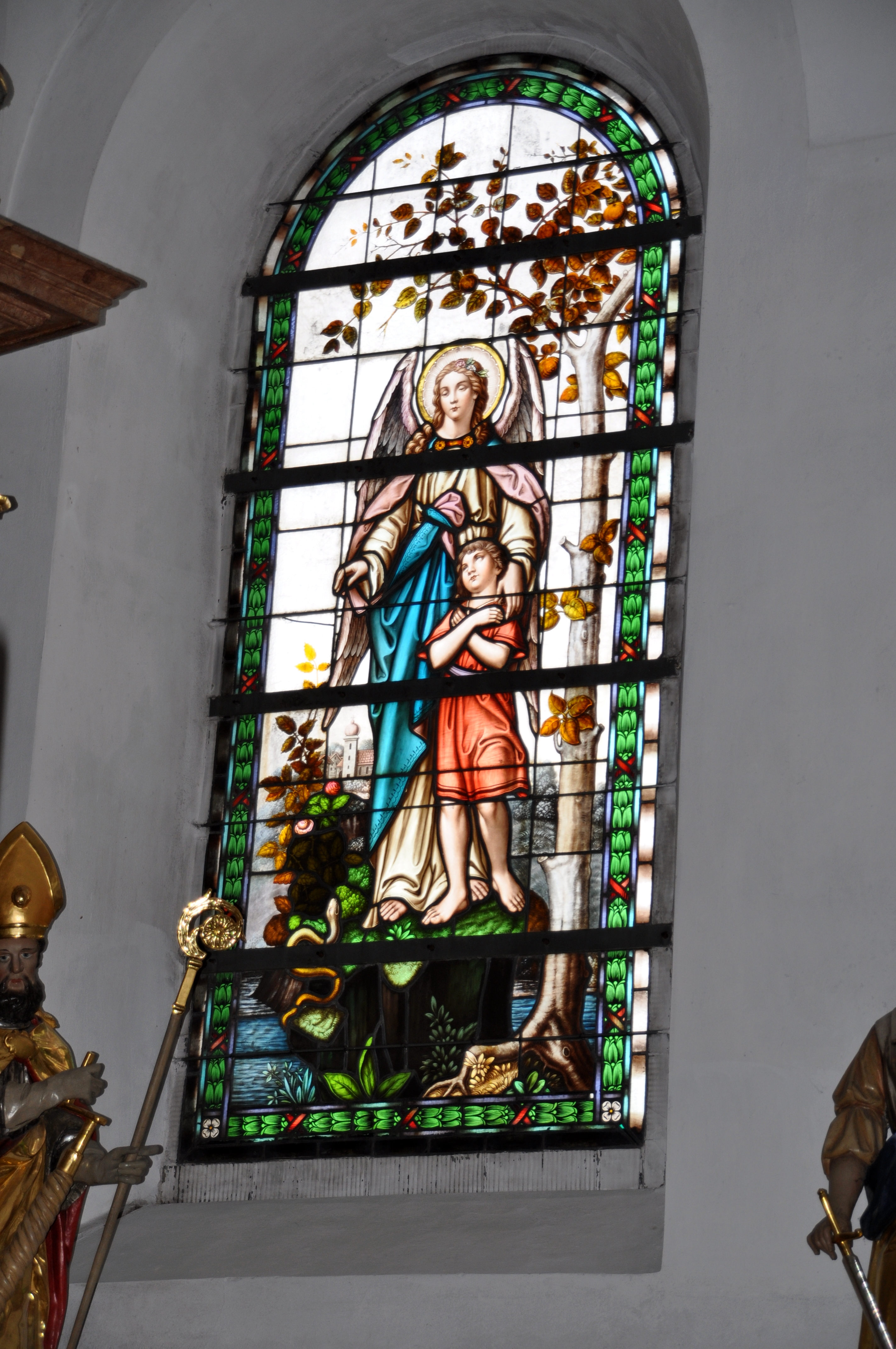
Südöstliches Kirchenfenster im Presbyterium mit Schutzengeldarstellung
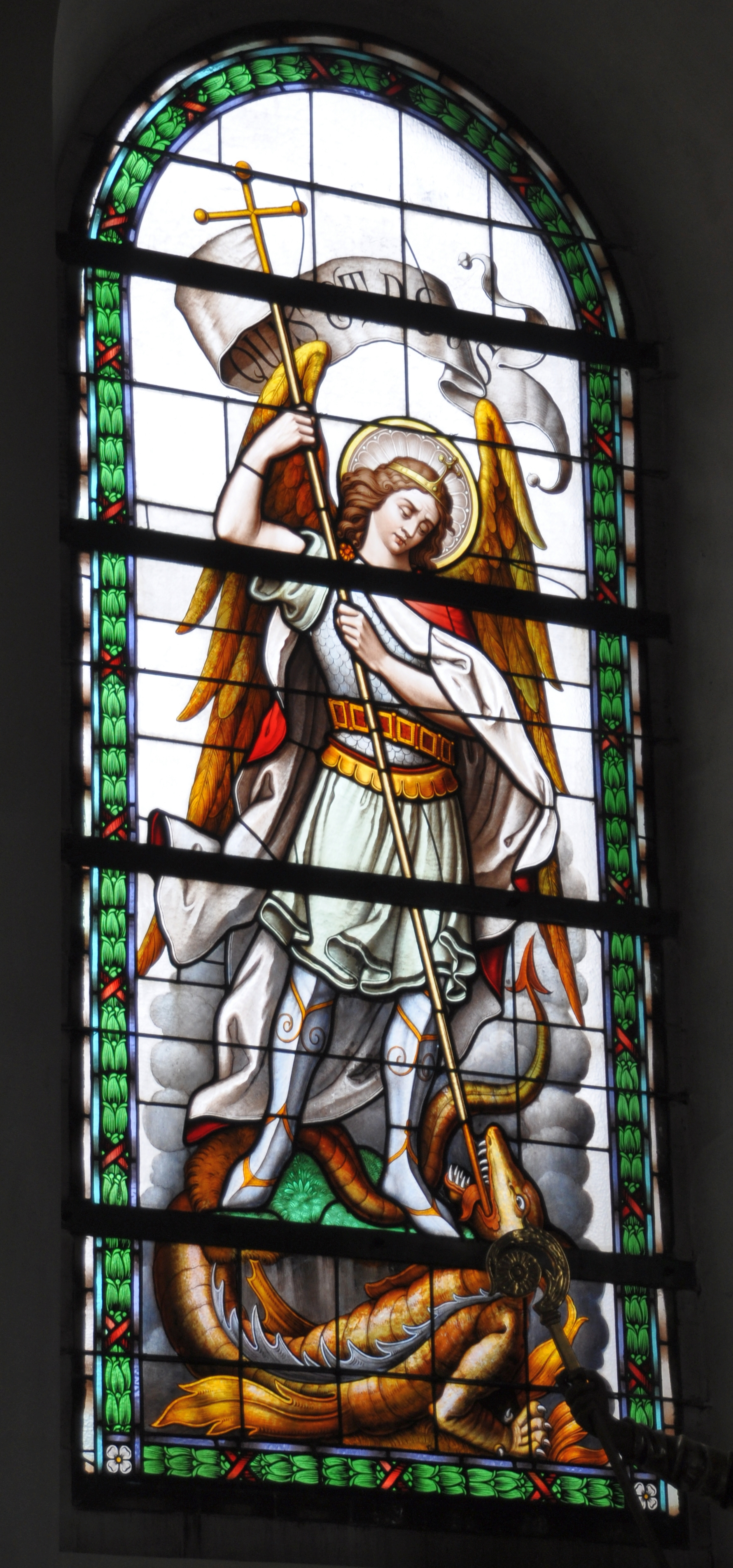
Nordöstliches Kirchenfenster im Presbyterium mit Darstellung des Erzengels Michael

## Glocken

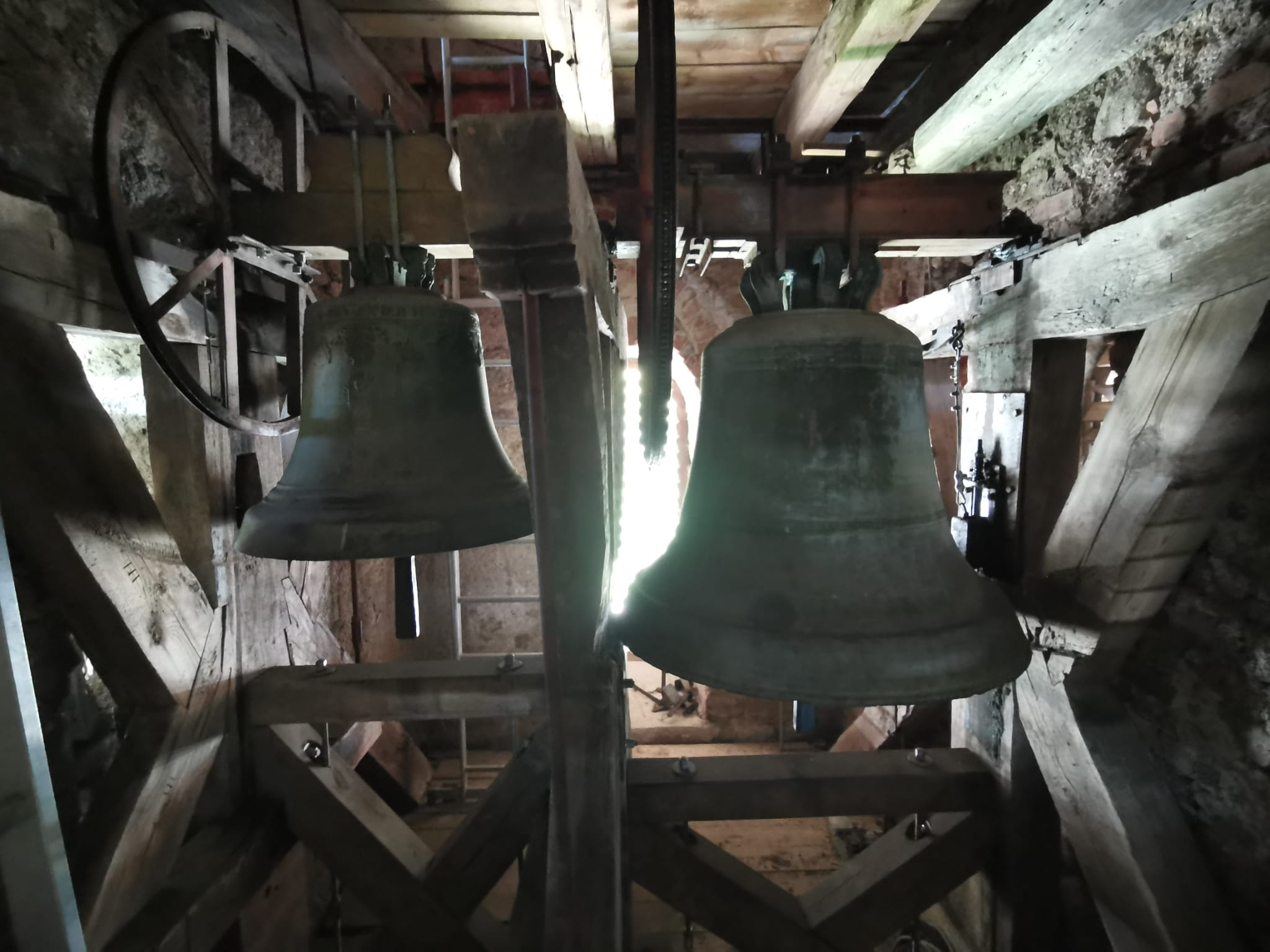
Die denkmalgeschützte Sterbe- oder Marienglocke aus dem Jahre 1688 (links) und die St.-Rupert-Glocke von 1947.

Der Glockenturm trägt vier Glocken. Die älteste erhaltene Glocke ist die denkmalgeschützte Sterbe- oder Marienglocke (310 kg) aus dem Jahre 1688. Drei weitere Glocken wurden 1916 für Kriegszwecke beschlagnahmt und 1919 ersetzt. 1942 erfolgte eine erneute Beschlagnahmung und Abtransport der drei neuen Glocken. Heute befinden sich neben der Marienglocke noch drei Glocken aus dem Jahr 1947 im Glockenturm: die St. Rupert-Glocke (515 kg), die St. Josefs-Glocke (715 kg) und die Erzengel Michael-Glocke (1100 kg).

## Die Pfarrei heute
Die Pfarrei St. Rupert Brennberg ist Teil der Pfarreiengemeinschaft Altenthann – Brennberg – Frauenzell mit Bruckbach. Die Pfarrkirche ist täglich (mit Ausnahme des Karsamstags) bis zum Einbruch der Dunkelheit für Besucher geöffnet. In der Regel findet wöchentlich ein Werktagsgottesdienst am Donnerstag sowie eine Messe am Wochenende in der Pfarrkirche statt.

## Pfarrer

### Seit der Gründung der Pfarrei Brennberg
- 1447 – Heinrich Spätt
- 1482 – Oswald Höhn
- 1517 – Achatz Holzeneder
- 1519 – Achatz Schuster
- 1520–1522 – Thomas Wegensteiner
- 1522–1574 – Wolfgang Amann, Wolfgang Dummer, Johann Dirst
- bis 1575 – Michael Koeferl
- bis 1584 – Johann Schopper
- 1585–1602 – Benedikt Meyer
- 1602–1605 – Daniel Ramspeck
- 1605–1621 – Michael Kandier
- bis 1622 – Abt Peter Widman (Kloster Frauenzell), Pfarrverweser Pater Sebastian Balbirer
- 1626–1640 – Pater Samuel Gorhäuser
- 1640–1655 – Pfarrer Bartholomäus Khain
- 1654–1656 – Jakob Baldriner, Pater Roman (Kloster Frauenzell)
- 1656–1658 – Sebastian Erbelsecker
- 1658–1663 – Franz Kriechbaum
- 1663–1666 – Kaspar Rotter
- 1667–1677 – Ignaz Becher
- 1677–1699 – Johannes Ulrich Sperl
- 1699–1712 – Christoph Voreck
- 1712–1737 – Johannes Kaspar Lassler
- 1737–1769 – Andreas Kajetan Biandmilier
- 1769–1792 – Bernhard Blasius Berndorfer
- 1792–1823 – Jakob Völkl
- 1823–1824 – Pfarrprovisor Anton Griessmayr
- 1825–1836 – Paulus Winter
- 1836–1842 – Konrad Hausknecht
- 1842–1848 – Franz Michael Baumann, Pfarrprovisor Wolfgang Holzbauer
- 1848–1861 – Pfarrer Johann Baptist Maier

### Seit der Erweiterung des Kirchenbaus 1851
- 1848–1861 – Pfarrer Johann Baptist Maier
- 1862–1868 – Pfarrer Johann Georg Michel
- 1868–1876 – Pfarrer Johanne E. Fruhsdorfer
- 1877–1883 – Pfarrer Johann Baptist Wöhrl
- 1883–1887 – Pfarrer Franz Xaver Schuheder
- 1887–1905 – Pfarrer Wolfgang Hutterer
- 1905–1916 – Pfarrer Johann Baptist Braunmüller
- 1916–1917 – Pfarrer Alois Pfeilschifter
- 1917–1928 – Pfarrer Michael Dirnberger
- 1928–1936 – Pfarrer Franz Xaver Schiedermeier
- 1936–1961 – Pfarrer Georg Folger
- 1961–1981 – Pfarrer Joseph Fruth
- 1981–1988 – Pfarrer Joseph Bräu
- 1988–1993 – Pfarrer Ludwig Eiglmeier
- 1994–2002 – Pfarrer Karl Zirngibl

### Seit der Zusammenlegung zur Pfarreiengemeinschaft Altenthann – Brennberg – Frauenzell mit Bruckbach
- 2002–2012 – Pfarrer Adolf Schöls
- 2012–2022 – Pfarrer Jürgen Lehnen
- seit 2022 – Pfarrer Florian Rein[4]

### Benefiziaten
Im Jahre 1750 wurde von den Lerchenfeldern ein Benefizium gegründet und fundiert. Dieses wurde erst 1981 endgültig aufgelöst.
- 1750–1788 – Leyendecker
- 1788–1831 – Thomas Stangl (aus Fraunhofen, * 13.12.1748, † 15.04.1832)
- 1832–1854 – Anton Moosmüller (* 07.02.1805, † 21.12.1855)
- 1842–1846 – Georg Pausch
- 1846–1857 – Josef Sächerl (* 04.01.1807, † 24.04.1885)
- 1857–1861 – Karl Luber (* 29.11.1861, † 27.02.1867)
- 1867–1869 – Ludwig Spitzer (* 27.10.1830)
- 1870–1879 – Josef Wimmer (* 07.07.1835, † 03.11.1919)
- 1880–1881 – Vinzenz Schmidtner († 28.03.1909)
- 1899–1900 – Johann Graf
- 1903–1932 – Anton Rüth (aus Mitterteich, *02.11.1869, † 24.12.1932)
- 1912–1913 – Heinrich Senft (* 25.11.1885, † 03.04.1967)
- 1934–1946 – Josef Edhofer (aus Altdorf, * 23.02.1889, † 05.08.1948)
- 1956–1967 – Heinrich Senft (* 25.11.1885, † 03.04.1967)
- 1948–1950 – Johann Troll (* 14.06.1878)